# 財津優太郎
財津優太郎（日语：／ Zaitsu Yutaro，1999年7月5日—），日本男演員，出生於東京都。隸屬於Sony Music Artists。

## 簡歷
由於想成為演員，著手參加了很多試鏡，最終加入了Sony Music Artists。

## 人物
- 特長：棒球、排球、結他[2]。
- 祖父是演員財津一郎[5]。

## 演出作品

### 電視劇
- 正直不動產（2022年4月5日 - 6月7日，NHK綜合頻道）- 飾演 十影健人[6]
- 渋谷先生がだいたい教えてくれる 第2話（2022年4月12日，TOKYO MX）- 飾演 學生[7]
- 気安く手を握るな（2023年4月4日・11日，TOKYO MX）- 飾演 藤野健斗[8]
- DRAFT KING 第9話（2023年6月3日，WOWOW）- 飾演 棒球隊員
- 下剋上球兒（2023年10月15日 - 12月17日，TBS）- 飾演 長谷川幹太[9]
- 正直不動產（NHK綜合頻道・NHK BS Premium 4K）- 飾演 東野芳樹
  - 正直不動產 特別編（2024年1月3日）[10]
  - 正直不動産2（2024年1月9日 - 3月12日）
  - 正直不動產 密涅瓦 Special（2025年2月5日，NHK BS）[11]
- TRUE COLORS 第6話 - 第8話（2025年2月9日 - 2月23日，NHK BS・BS Premium 4K）- 飾演 生見[12]

### 舞台
- Hyperprojection 演劇「排球!!」〝頂之景色・2〞全國37公演（2021年3月21日 - 4月29日）- 飾演 別所千源[13]
- 俳優座劇場　音樂劇「年輪蛋糕與廣島」（2023年3月26日 - 30日）- 主演・卡爾·尤海姆[14]
- 「棒球」飛行機雲的全壘打 〜 Homerun of Contrail（2024年6月22日 - 7月7日）- 飾演 島田治人[15]
- 反叛計劃（2025年5月6日 - 16日、新橋演舞場 / 6月1日 - 8日、大阪松竹座） - 茂庭章吾 役[16]

### 電視節目
- 「踊る！さんま御殿」（2020年10月、日本電視台）
- 「ZIP！」電視劇「在我們說再見之前」主演發掘Audition「Hello New STAR」（2022年3月、日本電視台）[17]
- 「出没!アド街ック天国」（東京電視台）- VTR出演
  - 朝霞編、日吉編、幡ヶ谷編、旗の台編、新宿三丁目編（2022年8月27日、9月17日、11月12日、11月26日、12月24日）
  - 半蔵門編、下高井戸編（2023年7月15日、10月14日）
  - 清澄白河編（2024年5月18日）
  - 代官山編（2025年4月5日）[18]

### CM
- GAME APP『魔劍傳說』（2021年）
- 日立系統『隔壁的人喜歡』（2021年）
- 日總工産株式会社「工場求人導航』（2022年）
- 日清食品『ごろグラ』（2024年）
- 日立產業制御『Solution』（2024年）

## 備註

## 外部連結
- 財津優太郎的官方網站
- 財津優太郎的X（前Twitter）
- 財津優太郎的Instagram帳戶